# Fleur de liberté
Fleur de liberté is een lied van Jacques Hustin. Het is afkomstig van zijn album 10 Titres. De Luikenaar haalde maar één hitje in Vlaams België; in Nederland had hij geen enkele hit. Er werd nog een Engelstalige versie uitgegeven, maar Freedom for the man verkocht te weinig voor de Britse singlelijst.

## Hitnotering

### BelgischeBRT Top 30
| Hitnotering: 4-5-1974 t/m 10-5.1974 | Hitnotering: 4-5-1974 t/m 10-5.1974 | Hitnotering: 4-5-1974 t/m 10-5.1974 |
| Week:                               | 1                                   |                                     |
| ----------------------------------- | ----------------------------------- | ----------------------------------- |
| Positie:                            | 19                                  | uit                                 |

## Eurovisiesongfestival
Deze notering had hij waarschijnlijk te danken aan het feit dat hij met dit lied België vertegenwoordigde op het Eurovisiesongfestival 1974 in de Britse stad Brighton. Daar werd hij negende met 10 punten.

### Resultaat
| Plaats | Land        | Artiest        | Lied                            | Punten |
| ------ | ----------- | -------------- | ------------------------------- | ------ |
| 7      | Ierland     | Tina Reynolds  | Cross your heart                | 11     |
| 7      | Israël      | Poogy          | Natati la khaiai                | 11     |
| 9      | België      | Jacques Hustin | Fleur de liberté                | 10     |
| 9      | Spanje      | Peret          | Canta y sé feliz                | 10     |
| 11     | Griekenland | Marinella      | Krassi, thalassa ke t'agori mou | 7      |